# Dogtroep
Dogtroep was een Nederlandse theatergroep die van 1975 tot 2008 meer dan 250 verschillende voorstellingen en projecten maakte. De groep heeft door de jaren een totaal eigen werkwijze ontwikkeld, die over de hele wereld navolging heeft gevonden.

## Geschiedenis

### Ontstaan
Dogtroep werd in 1975 door Warner van Wely en Paul de Leeuw opgericht uit protest tegen de ontoegankelijkheid van de reguliere kunstvormen. Ze werden hierbij vooral geïnspireerd door de Engelse performance-theatergroepen uit die tijd, zoals Phantom Captain, Welfare State en John Bull Puncture Repair Kit.
Vanaf de oprichting in 1975 tot aan 1990 vormden Warner van Wely, Jos Zandvliet en Lino Hellings de kern van de groep. Samen met Cathrien Bos als zakelijk leider gaven zij de groep artistiek vorm en ontwikkelden zij een internationale markt voor hun werk.

### Artistieke grondprincipes
- Het werk was interdisciplinair: beeld en actie mengden zich voortdurend; alle medewerkers werkten in alle disciplines ongeacht hun achtergrond. Kenmerken van de optredens waren: ruwe materialen, inventieve constructies, groteske kleurrijke figuren, percussie en kopermuziek, nadrukkelijk gebruik van water en vuur.
- De groep werkte als een geleid collectief. De medewerkers waren in hoge mate autonoom, maar de artistiek leider droeg uitgangspunten aan, hakte knopen door en bracht de verschillende elementen samen.
- De optredens waren afgestemd op de situatie: de architectuur van de speelplekken en het daar aanwezige publiek waren belangrijke uitgangspunten voor de voorstelling.
- De optredens waren "landschappelijk". Het publiek keek rond. Er werd geen vaste betekenis gedicteerd.
- Spelers, musici en technici vormden gezamenlijk het theaterbeeld waarbinnen er voortdurend niveauverschuivingen waren waarin technici of muzikanten de centrale actie overnamen van de spelers en vice versa.
- Het spel werd niet vastgelegd in een repetitieproces. Binnen een zorgvuldig uitgewerkt scenario van acties en cues was elke speler vrij te reageren op onverwachte gegevens van het moment.

### 1975-1981: de jonge-honden-jaren
Dogtroep was een groep jonge kunstenaars die goed op de hoogte waren en welbewust kozen voor "naïeve performance art" op plekken die niet voor theater waren ingericht: op straat, in jongerencentra en op festivals. In overleg met avontuurlijke organisatoren vonden ze telkens bijzondere plekken voor hun werk: in gangen, trappenhuizen, caféruimtes, op pleinen, straten, gevels, en in etalages. Hiervoor ontwikkelden ze bijzondere vormen: parades, clusters van simultane acts, korte verhalende stukjes, trage surrealistische beelden, absurde concerten en vuurbeeldhouwwerken. Lange voorstellingen waren opgebouwd uit situaties voor het publiek: het liep langs een levende tentoonstelling, kwam terecht op een marktruimte of nam deel aan een rituele maaltijd. Dit werk was nieuw in Europa en de groep werd overal gevraagd.

### 1981-1984: de ploeterjaren
Dogtroep kreeg een – geringe – structurele subsidie en professionaliseerde. Een nieuwe werkruimte, een vaste administrateur, vijf artistiek medewerkers in vaste dienst, geregeld aangevuld met freelancers: ontwerpers, technici, muzikanten, dansers en spelers. De buitenvoorstellingen werden groter, voor een publiek van 500 tot 800 man. Ze waren opgebouwd uit vijf of zes verschillende spectaculaire scènes (bijvoorbeeld Imagomania, 1983). Over heel Europa was er een hausse aan zomerfestivals. Dogtroep werd overal gevraagd, en ontwikkelde zijn stijl in wisselwerking met het publiek uit de grote steden: Frankfurt, Keulen, Parijs, Lyon, Wenen, Belgrado, Turijn, Barcelona, Kopenhagen, Jeruzalem, Tel Aviv, Toronto. Daarnaast speelde de groep in 1983 een grote voorstelling op het strand van het Oerolfestival en in 1984 ter gelegenheid van de Uitmarkt op de Dam in Amsterdam. 's Winters speelde de groep binnen in de Melkweg in het gehele gebouw (Dr. Mecanics.., 1981) en voor een tribune in de grote zaal van het Shaffy-theater (bijvoorbeeld Geverfde Verhalen, 1982). Opmstreeks 1984 waren de vaste medewerkers opgebrand en balanceerde Dogtroep op het randje van stoppen of doorgaan.

### 1985-1990: grootschaliger en flexibel werk
Met een voldoende structurele subsidie en een vaste kern van acht medewerkers richtte de groep zich voortaan op grootschalig flexibel werk. De zomervoorstellingen werden per keer speciaal voor de plek ingericht voor een publiek van 400 tot 700 man. De stukken werden niet meer vanuit losse act of scènes opgezet, maar als een meer continu weefsel van acties, vanuit een vaste indeling in spelersgroepen.
Aanvankelijk was er één model voor optredens – een groot ovaal speelvlak waarin de twee brandpunten de centra van de actie waren. Op het laatst werd er alleen nog op bijzondere plekken gespeeld, bijvoorbeeld in de kleine straatjes van het UFA-gelände in Berlijn, op de Hofvijver in Den Haag, en op een groot vierkant grasveld tussen hoge bomen in Moskou. 's Winters maakte de groep binnenvoorstellingen op bijzondere locaties. Voorbeelden zijn Verdachte Menuetten in 1987 in de Martinuskerk in Utrecht en Sterk Water in 1988 in de Cinetone Filmstudio's Amsterdam.
Deze periode werd afgesloten met Kluit zonder vleugels in 1990 als opening van de Uitmarkt, een van de grootste voorstellingen uit geschiedenis van Dogtroep, voor een publiek van 5500 honderd man, met een kleine zestig medewerkers en geregistreerd door drie cameraploegen van de NOS. Een schakel tussen de eerste en de volgende vijftien jaar.
Het werk in deze periode is vastgelegd in de publicatie "Dogtroep — Werkwĳzen van wild theatermaken".

### 1990-1998 grootschalige spektakels en (inter)nationaal succes
Na het vertrek van Warner van Wely in 1990 veranderde Dogtroep haar koers. De artistieke leiding werd overgenomen door Threes Schreurs (Threes Anna). De zakelijke leiding kwam in handen van Han Bakker. Dogtroep stelde zich open voor nieuwe principes in het ontwikkelen van voorstellingen. Er werd voortaan echt op een locaties gewerkt met een langere voorbereidingstijd, in plaats van een voorstelling op een locatie aan te passen of te monteren uit bestaand materiaal. Ook ging men werken met acteurs en externe regisseurs en ging Dogtroep coproducties aan. Het werk werd verhalender en kreeg een meer dramatische benadering, zonder zich overigens aan de wetten van de logica of op dat moment heersende toneeldramaturgie te houden. De projecten werden grootschaliger, en in langere series dan voorheen gespeeld. Deze schaalvergroting bracht met zich mee dat de kunstenaars van Dogtroep zich gingen specialiseren. De keuze om over te gaan op betalend publiek op tribunes heeft het gezicht van Dogtroep definitief veranderd. Het publieksbereik werd hierdoor enorm vergroot en de media-aandacht groeide mee. Dogtroep werd bekend bij brede lagen van de bevolking. Het gezelschap trok van oude fabriekshallen naar watervlaktes, van zandstranden naar sneeuwhellingen. Uitnodigingen van de Olympische Winterspelen in Albertville en de Wereldtentoonstelling in Sevilla 1992, de Frankfurter Buchmesse 1993 en het International Theatre Festival of Chicago 1994 vestigenden de reputatie van Dogtroep als belangrijk Nederlands cultureel export-product. In Nederland profileerde Dogtroep zich in deze periode vooral met de openluchtproductie De Mandarijn, die op de grote zomerfestivals meer dan 65.000 toeschouwers trok.
In augustus 1994 speelde Dogtroep een maand lang Noordwesterwals, op een scheepshelling van de voormalige NDSM-scheepswerf in Amsterdam-Noord. Het team dat deze voorstelling maakte was – zoals gebruikelijk bij Dogtroep – internationaal samengesteld en bestond uit 30 medewerkers. Noordwesterwals was een spectaculaire voorstelling met 1,2 miljoen liter water in de hoofdrol. Een reprise volgde in 1995. In datzelfde jaar maakte Dogtroep op basis van de gelijknamige productie een korte film.
De voorfinanciering van deze grote locatieprojecten ging de subsidie ver te boven. Nadat banken weigerden om Dogtroep geld te lenen, besloten ze andere middelen te verzinnen om hun ambities te realiseren. Hiertoe werd een speciale regeling ontworpen, die het begin werd van de Participatiemaatschappij voor Kunst en Cultuur (PAKC). Daarin participeerden enkele grote banken en overheidsfondsen. Het initiatief heeft drie jaar proefgedraaid met wisselend succes.
In oktober 1994 vertrok Dogtroep naar Zuid-Afrika, op uitnodiging van het Arts Alive Festival in Johannesburg. Hier ontstond een samenwerking met Zuid-Afrikaanse kunstenaars die jaren voortbestond. Ook ontstond er een intensieve samenwerking met de multiculturele Joegoslavische groep KPGT. In 1995 maakte Dogtroep met hen de coproductie Assimil, die gespeeld werd in een oude suikerfabriek in Belgrado. Begin 1996 bracht Dogtroep met Tsjechische kunstenaars de productie Kulhavy Tango uit in het Praagse theater Archa Divadlo.
In augustus 1996 maakte Dogtroep voor het eerst een grote productie voor een theaterzaal: Dynamo Mundi, in het Koninklijk Theater Carré. Dogtroep benaderde het gebouw als een locatie. Daarom ging het theater tijdens de voorbereidingen van het project een maand lang dicht. De 32 uitverkochte voorstellingen werden door ruim 45.000 toeschouwers bezocht.
In 1997 maakte Dogtroep ter gelegenheid van de heropening van het Academisch Ziekenhuis in Groningen de voorstelling Adder Zonder Gras. De straat en de hoofdingang werden zes weken afgesloten en omgeleid om met/voor/achter/boven de hightech-gevel een voorstelling te maken en te spelen. Het koor en orkest, evenals de tachtig figuranten, werden grotendeels samengesteld uit ziekenhuispersoneel.
Dogtroep had in de jaren negentig elf vaste medewerkers. De kerngroep werkte veelal samen met een groep van ca. tien "vaste" freelancers die regelmatig bij de grote projecten werden betrokken. Daarnaast deed er per productie een variërend aantal kunstenaars mee uit diverse disciplines. In het buitenland werd de groep altijd aangevuld met lokale kunstenaars. De projecten werden op locatie ontwikkeld. Dogtroep begon haar voorstellingen zonder een vooraf vaststaand verhaal. De locatie en de individuele creativiteit van de medewerkers waren het uitgangspunt. Het werk varieerde van intieme binnenprojecten tot grote buitenspektakels. Jaarlijks maakte Dogtroep in de wintermaanden een periode vrij voor onderzoek, resulterend in kleinschalige presentaties in de eigen werkplaats in Amsterdam-Noord. In dit 'Dogtroep-laboratorium' was ruimte voor jong talent, en voor experiment en verdieping.
In maart 1998 werd Dogtroep door het noodlot getroffen, toen acteur Wieger Woudsma en lichtontwerper Marco Biagioni, medewerkers van de vaste kern, verongelukten. In de bestaande samenstelling maakte Dogtroep nog één grote voorstelling: Hotazel. In de daaropvolgende herfst verlieten negen van de elf leden van de vaste kern het gezelschap, onder wie artistiek leider Threes Schreurs en zakelijk leider Han Bakker.

### 1999-2005 levende locaties
Het nieuwe artistieke hart werd gevormd door de derde generatie kunstenaars uit de Dogtroepfamilie, mensen die jarenlang als freelancer betrokken waren in combinatie met enkele medewerkers van het eerste uur. Oudgediende Titia Bouwmeester werd artistiek leider en Henk Keizer (voorheen Oerolfestival) wordt verantwoordelijk voor de zakelijke leiding.
De groep spitste zich toe op 'levende locaties'. Geen verlaten fabriekshallen maar plekken waar maatschappelijke ontwikkelingen voelbaar waren. Plekken die een bron waren van verhalen van mensen die er woonden en werkten, waar actuele sociale, economische en morele vraagstukken aan de oppervlakte kwamen. Behalve ruimtelijke en technische mogelijkheden boden deze locaties inhoudelijke aanknopingspunten. In de voorstellingen werd gespeeld met actuele thema's die onlosmakelijk verbonden waren met de plek. Dogtroep koos voor uitgesproken locaties, waar het gevoel van de voorstelling verankerd lag in het karakter van de plek, zoals het betonnen vacuüm van de gevangenis in Brugge of de glazen grensovergang in de passengers terminal in Amsterdam. Locatievoorstellingen kwamen tot stand door samenwerking met maatschappelijke partners: het ministerie van justitie, projectontwikkelaars.
De werkwijze van Dogtroep bleef grotendeels ongewijzigd. De voorstellingen werden ontwikkeld op locatie door een eigenwijs en strak georganiseerd team van beeldend kunstenaars, muzikanten en acteurs. Iedereen werkte vanuit eigen fascinatie en vakmanschap aan beelden, muziek, techniek en scènes. Vervolgens werden die gemonteerd tot een voorstelling. Voorafgaand aan grote voorstellingen werd in laboratoriumprojecten geëxperimenteerd met beelden, muziek en personages. Op basis daarvan ontstonden eerste verhaallijnen die richting gevend waren voor het vervolg.
De derde generatie Dogtroepers verweefde oude en nieuwe (media)technieken tot een poëtische theatertaal. Muziek en beeld bleven de belangrijkste ingrediënten. In de voorstellingen werd geëxperimenteerd met theatrale toepassingen van camera(s), monitors en projecties.
In 2000 en 2001 speelde Dogtroep de reizende voorstelling Onno.

### 2005-2008 de laatste generatie
Door een drastische verlaging van de structurele subsidie en interne onenigheid in 2004 moest Dogtroep reorganiseren. De voltallige artistieke staf werd ontslagen, inclusief Jos Zandvliet, componist en artistiek medewerker van het eerste uur. Na een uitgebreide sollicitatieprocedure werd Henk Schut aangesteld als artistiek leider met de opdracht om het vastgelopen artistiek proces te 'kickstarten'. Rond een kleine productionele kern begon Dogtroep een nieuwe groep van freelance kunstenaars op te bouwen. Daarbij werd gewerkt met een enkele ervaren Dogtroepmakers en veel jong talent, dat in een serie workshops en laboratoria gescout werd.
Het in een voorstelling betrekken van amateurs en/of mensen die bij een bepaalde locatie horen was op zich niet nieuw voor Dogtroep. Wel kreeg dit aspect van het werk in de periode 2005-2008 een nieuwe impuls. Daarbij wilde Dogtroep een platform zijn voor groepen die te weinig gehoord werden, zoals jonge asielzoekers (Tulpen uit Kabul) en bewoners van achterstandswijken (Loket 025).
Ook de samenwerking met andere organisaties kreeg extra aandacht nu de groep zelf kleiner was geworden. Zo werd er op artistiek, organisatorisch en publicitair gebied gewerkt met onder andere Stichting Vrolijkheid (Tulpen uit Kabul), Nationale Reisopera (De Overlevering), HKU (Brainwash), Nederlands Kamerorkest (De Zeven Doodzonden) en het Nederlands Dans Theater (Loket 025). In 2007 realiseerde de groep twee grote projecten. In Loket 025 werd het Haagse stadhuis 'ingekleurd' met behulp van een groep ex-dansers van het NDT en 140 bewoners van de Schilderswijk. Laad Los was de openingsvoorstelling van kunstencentrum en schouwburg De Kunstlinie. Er werd in dit jaar een groot en breed publiek bereikt inclusief de koningin, de verzamelde leden van de Eerste en Tweede Kamer en een groot aantal Schilderswijkers.
Op 13 februari 2008 werd bekendgemaakt dat Dogtroep eind 2008 zou stoppen. Het realiseren van grootschalig beeldend locatietheater vanuit een kleine producerende kern en met weinig middelen was een te grote belasting gebleken. Er was bovendien te weinig ruimte voor onderzoek en experiment, de onontbeerlijke artistieke humuslaag waarop voorstellingen konden groeien. De conclusie luidde dat Dogtroep moest stoppen omdat er een te grote kloof was ontstaan tussen verleden en toekomst, tussen verwachtingen en middelen, tussen droom en daad.
Het besluit om te stoppen bleek op zichzelf een nieuwe golf van energie teweeg te brengen. De groep wilde het jaar 2008 benutten om het opleidingsproces van jonge makers af te ronden en op een mooie manier afscheid te nemen van het publiek. Er waren afscheidsvoorstellingen in Dordrecht en Amsterdam, een documentaire en een Dogtroep-boek.

## Geschiedenis belangrijkste voorstellingen
- 1975 Hey that's great Mr Silver. straat 30 x
- 1975 Superman en de Heilige Onschuld. Lantaren Rotterdam
- 1975 Trustgame voor schuimpjes/Origami Shaffytheater Amsterdam infiltraties binnen
- 1975 Superman Festival of Fools. Amsterdam voorstelling en straatwerk
- 1975 Mr Silver,Superman en Witte insektenprocessie. Ruigoord Amsterdam
- 1975 Dog saved Queen, Mozes en Aäron kerk Amsterdam 5 x binnen voorstelling,Groenmarkt Amersfoort buitenvoorstelling
- 1975 Tuin der wetenschappelijke lusten, drie specials eerstejaars dagen Leiden en Amsterdam (2x)
- 1975 De Held in het Mausoleum. Vera Groningen binnenvoorstelling
- 1975 Eetmachine, taartprocessie, koningin in bad etc. Tour langs jongerencentra Hoorn, Schagen, Purmerend.
- 1975 Gluurkasten. Shaffy Theater Amsterdam binnenvoorstelling.
- 1976 Gluurkasten tourné Melkweg Amsterdam, Provadya Alkmaar enz
- 1976 Poppenmachine, opening Galerie Langhuis Zwolle, Oudemanhuispoort Amsterdam, Venlo stadhuisplein en concertgebouw.
- 1976 De alchemist in de lijst, de voedermachine. Festival of Fools Shaffy theater en Spiegeltent.
- 1976 Sierstukje, wereldeilanden enz Paradiso, Melkweg, Openluchttheater Vondelpark Amsterdam.
- 1976 Labyrinth voor gluurders. Environment galerie Langhuis Zwolle.
- 1976 Verlossing van de peststad. buitenspektakel Blokpopfestival Zwolle
- 1976 Diversen als Firesculpture en Vernielmachine. Crea eerstejaarsdagen Amsterdam
- 1976 Druivenprocessie, Sierstukje, Taartprocessie enz. Wageningen, Den Haag, Hoorn, Amsterdam,Tilburg.
- 1976 Environment. Lantaren Rotterdam
- 1977 The ugly dreams of Doctor Bueno Serata Shaffy Theater, Europees tournee Kopenhagen, Keulen etc.
- 1977 Lucifer,Maurits de Pauper,Gekken orkest, Heavy family. Internationaal - en Nederlands tourné.
- 1977 Eerste prijs festival Alstervergnügen Hamburg (Duitsland)
- 1978 infiltraties en optochten, Europees tournee en Tunesië
- 1978 Oudejaarsavond Café Einstein Berlijn.
- 1978 Huis der zeven dromen locatievoorstelling Korte Prins Amsterdam
- 1978 Dromen van een verzopen bokser. Binnenvoorstelling Shaffytheater Amsterdam.
- 1979 straatinfiltraties Theater der Nationen Hamburg (Duitsland)
- 1979 Printemps de Saltimba straatinfiltraties Parijs (Frankrijk)
- 1979 buitenspektakel Amersfoort
- 1979 Zeven parades voor de Kunst van Mokum Amsterdam
- 1979 Chaoses and stupidities Melkweg en Nederlands tournee
- 1979 Het blikken circus van Jan Doedel Shaffy Theater en tournee
- 1980 Lands of Dogtroep ADM terrein op het Festival of Fools, Amsterdam
- 1980 Dromers, bouwers en het rad van avontuur uitgave boekje
- 1980 bouw en tournee van mobiel kijkdozenmuseum
- 1980 korte film en viertal acts VARA TV in Hoe bestaat het?
- 1980 buitenspektakel Dubrovnik (Joegoslavië)
- 1980 buitenspektakel Eeuwfeest VU Amsterdam
- 1980 A monadic exhibition of human beings binnenvoorstelling Melkweg Amsterdam
- 1981 Doctor Mecanics better jokes binnenvoorstelling Melkweg Amsterdam
- 1981 binnenspecial met langgestraften Scheveningen gevangenis
- 1981 buitenspektakel Feu de St. Jean Marseille (Frankrijk)
- 1981 buitenspektakel Polverigi Festival (Italië)
- 1982 Geverfde verhalen binnenvoorstelling Shaffy Theater Amsterdam
- 1982 buitenspektakel Israël Festival verschillende locaties/steden
- 1982 filmproject korte films Co Vleeschhouwer en Mark Glynne
- 1982 Concerttour, Vara programma Ophef en Vertier adopteert Mexico Christmas als openingstune voor haar programma
- 1982 special buiten Feu de St. Jean, Bosc le Hard (Frankrijk)
- 1983 Storing binnenvoorstelling Europees tournee
- 1983 buitenspektakel Oerol Terschelling
- 1983 buitenspektakel Mainz (Duitsland)
- 1983 buitenspektakel Wenen (Oostenrijk)
- 1983 buitenspektakel Parijs Vitry (Frankrijk)
- 1983 buitenspektakels Limburg festival
- 1983 buitenspektakel tournee Bonn, Münster, Frankfurt, Unna, Bielefeld (Duitsland)
- 1983 buitenspektakel Brugge (België)
- 1984 Zichtbare Werken/Gemaskerde Rozen binnenvoorstelling Shaffy Theater Amsterdam, Theater aan de Haven Den Haag
- 1984 buitenspektakel Dam Amsterdam Uitmarkt
- 1984 buitenspektakel Bitef festival Belgrado (Joegoslavië)
- 1984 Oudejaarsspektakel Nieuwmarkt Amsterdam
- 1985 locatievoorstelling Koepelkerk Purmerend
- 1985 buitenspektakel Marseille (Frankrijk)
- 1985 buitenspektakel Vercelli (Italië)
- 1980-1984 Blauwe mannen reisvoorstelling Europees tournee
- 1982-1984 Imagomania reisvoorstelling Europees tournee
- 1985-1988 Landscape automaticsreisvoorstelling Europees tournee
- 1986 opening Hollandia Zaandam
- 1986 buitenspektakel Groningen
- 1986 buitenspektakel Kassel (Duitsland)
- 1986 buitenspektakel Velp
- 1986 buitenspektakel Nijmegen
- 1987 Verdachte menuetten locatievoorstelling Utrecht
- 1987 Het Plein buitenspektakel Den Haag
- 1987 oudjaarspektakel Nieuwmarkt Amsterdam
- 1987 Begegnungen mit das Donaudampfshiffahrtgesellshaft Amsterdam
- 1987 buitenspektakel Wroclaw (Polen)
- 1987 buitenspektakel Mannheim (Duitsland)
- 1987 buitenspektakel Ausburg (Duitsland)
- 1987 buitenspektakel Noordwijk en Enkhuizen
- 1987 speciaal project De Burght, Leiden
- 1987 buitenspektakel Frankfurt (Duitsland)
- 1987 buitenspektakel Dortmund (Duitsland)
- 1988 Sterk Water locatievoorstelling Amsterdam Cinetone Studio, Amsterdam
- 1988 Infiltrations Tour Nederland
- 1988 Wit Paard buitenspektakel Leffinge (België)
- 1988 Siësta buitenspektakel Sabadell (Spanje)
- 1988 buitenspektakel Höchst (Duitsland)
- 1988 opening Studio-complex Rotterdam
- 1988 buitenspektakel Berlijn (Duitsland)
- 1988 infiltraties Uffa Gelande Berlijn (Duitsland)
- 1988 buitenspektakel Ljubljana (Joegoslavië)
- 1988 buitenspektakel München (Duitsland)
- 1988 buitenspektakel Wenen (Oostenrijk)
- 1988 buitenspektakel Apeldoorn
- 1989 De Ton binnenspektakel Rotterdam
- 1989 Non Inventions buitenspektakel zomertour Nederland
- 1989 Cow Girls buitenspektakel (Italië)
- 1989 Inventions Aurillac (Frankrijk)
- 1989 BiZa Den Haag
- 1989 Karavaan Mir locatievoorstelling Moskou en Leningrad (USSR)
- 1989 De tuin locatievoorstelling Neerpelt (België)
- 1989 Zigeunerwereld tour binnenvoorstelling Nederland
- 1989 locatievoorstelling Hofvijver Den Haag
- 1989 locatievoorstelling Sheffield (Engeland)
- 1989 Zoutloper buitenspektakel Eemnes en Utrecht
- 1989 Oudjaarspektakel Nieuwmarkt Amsterdam
- 1990 NO-W-ALL buitenspektakel Berlijn (samenwerking met Russische groep Licedei)
- 1990 Ente I buitenspektakel Grenoble (Frankrijk)
- 1990 Ente II buitenspektakel Chieri (Italië)
- 1990 De springmachine buitenspektakel tour Nederland
- 1990 Concerttour Nederland
- 1990 Vingers Branden locatievoorstelling Korenbeurs Groningen
- 1990 buitenspektakel Oerol-festival
- 1990 Zonder vleugels opening Uitmarkt Kluit
- 1991-1993 reisvoorstelling De Mandarijn Oezbekistan, Frankrijk, Nederland
- 1991 Gestolen titels locatievoorstelling Praag (Tsjechoslowakije)
- 1991 Broederstrijd buitenspektakel sluitingsceremony Oerol Festival
- 1991 Special buitenspektakel NeuBrandenburg (DDR)
- 1991 Special buitenspektakel Lille(Frankrijk)
- 1991 Vliegtuigje live tv-show bij Sonja
- 1991 buitenspektakel Haarlem
- 1991 The Man buitenspektakel Mainz (Duitsland)
- 1991 Oudjaarsspektakel Nieuwmarkt Amsterdam
- 1992 La tête d’eau locatievoorstelling Winterspelen Albertville
- 1992 Waterwork locatievoorstelling World Expo Sevilla (Spanje)
- 1992 Camel Gossip I locatievoorstelling Tramway Glasgow (Schotland)
- 1992 live tv-show t.g.v. Sonja Barends verjaardag
- 1992 concerttour Nederland
- 1992 Waterwork waterspektakel Zoetermeer
- 1992 live tv-show bij Sonja jaarwisseling 1991/1992
- 1993 Liebeslied' opening Frankfurter Buchmesse (Duitsland)
- 1993 Uwaga Uwaga I buitenspektakel Torun (Polen)
- 1993 Uwaga Uwaga II buitenspektakel Tilburg
- 1993 Camel Gossip II locatievoorstelling Schram Studio Amsterdam
- 1994 locatievoorstelling opening Skyline Theatre Chicago (VS)
- 1994 live tv-show bij Sonja jaarwisseling 1993/1994
- 1994 Arts Alive locatievoorstelling Johannesburg (Zuid-Afrika)
- 1994 De Garage Hoorn Nederland
- 1994 Noordwesterwals, locatievoorstelling voormalige NDSM-scheepswerf Amsterdam
- 1995 Theatrical Concerts Paradiso Amsterdam
- 1995 Assimil 1 co-production KPTG Sobotica (Servië)
- 1995 Noordwesterwals, reprise locatievoorstelling voormalige NDSM-scheepswerf Amsterdam
- 1995 Assimil 2 BITEF festival Belgrade (Servië)
- 1996 Kulhavy Tango Arga Praag
- 1996 Sturm + Stahldraht locatievoorstelling WMG Gelände Unna (Duitsland)
- 1996 Noordwesterwals (film) coproductie met IDTV[3]
- 1996 Trekpleisters Amsterdam
- 1996 Dynamo Mundi locatievoorstelling Koninklijk Theater Carré, Amsterdam
- 1997 Stille Getuigen locatievoorstelling Diepenheim
- 1997 A1 reisvoorstelling Zuid-Afrika
- 1997 Stemlab indoor show Amsterdam
- 1997 Adder Zonder Gras heropening Academisch Ziekenhuis Groningen, locatievoorstelling
- 1998 2ROOM2 locatievoorstelling DasArts Amsterdam
- 1998 Hotazel buitenspektakel reisvoorstelling, tournee Nederland
- 1999 Me Camera You? indoor show Amsterdam
- 1999 2PK, indoor duo show, Hoensbroek
- 1999 Atom Tattoo Passenger Terminal Amsterdam locatievoorstelling
- 2000–2001 reisvoorstelling Onno tournee Nederland en Moskou
- 2002 locatievoorstelling gevangenis Brugge
- 2003 locatievoorstelling Leidsche Rijn
- 2003 Carwash kermisattractie
- 2004 Deep Blue C Heerlen
- 2004 Der Bootschaft opening Ambassade Berlijn
- 2005 De Overlevering muziekvoorstelling met de Nationale Reisopera Enschede
- 2005 Tulpen uit Kabul theatrale installatie Utrecht
- 2006 CARGO Over 't IJ festival Amsterdam
- 2007 LOKET 025 Atrium Den Haag
- 2007 LAADLOS openingsvoorstelling Schouwburg Almere
- 2008 Montan locatievoorstelling Dordrecht
- 2008 Amsterdam Noord locatievoorstelling Amsterdam

## Publicaties
- Dogtroep - 33 jaar beeldend lokatietheater, 320 pagina's met de volledige Dogtroep-geschiedenis in woord en beeld (Lava Publishers, Amsterdam, september 2008)
- Iedereen = Dogtroep, documentaire over 33 jaar Dogtroep op dvd (Lava Publishers, Amsterdam, september 2008)
- Dogtroep Photographs 1991-1996 (Amsterdam, IT&FB 1997)
- Warner van Wely, Dogtroep - werkwijzen van wild theatermaken (Amsterdam, IT&FB 1992)
- Fotoverhalen onder meer in fotoblad Focus (1977)